# Aquilegia coelestis
Aquilegia coelestis là một loài thực vật có hoa trong họ Mao lương. Loài này được Fed. mô tả khoa học đầu tiên năm 1948.